# جرمی ساپینا
جرمی ساپینا (انگلیسی: Jérémy Sapina؛ زادهٔ ۱ فوریهٔ ۱۹۸۵) بازیکن فوتبال اهل فرانسه است که در پست مدافع بازی می‌کرد.
از باشگاه‌هایی که در آن بازی کرده‌است می‌توان به باشگاه فوتبال نانسی، باشگاه فوتبال راپید بخارست، و باشگاه ورزشی ماریتیمو اشاره کرد.